# Evangelische Kirche (Eibelshausen)

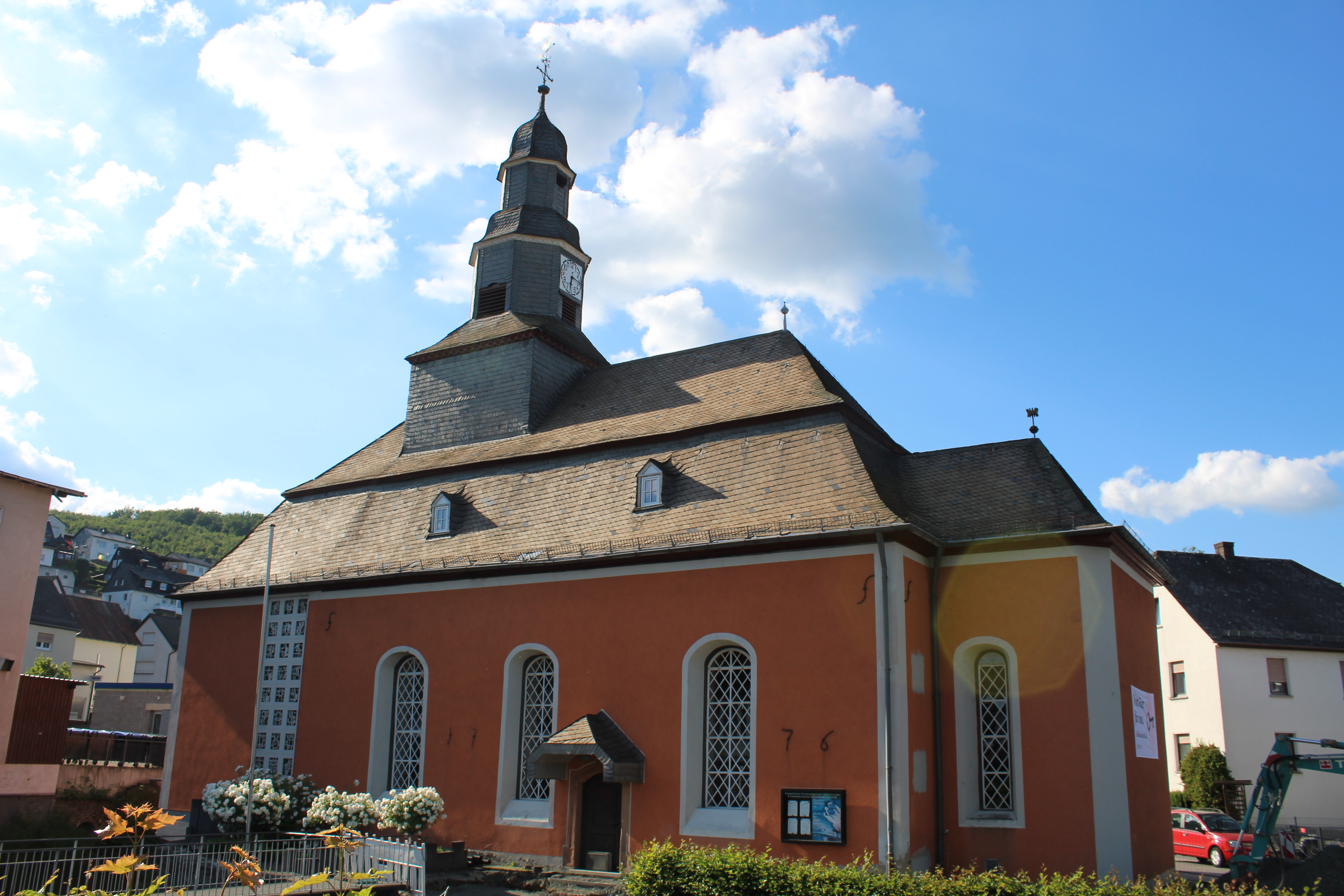
Evangelische Kirche Eibelshausen

Die Evangelische Kirche Eibelshausen ist ein denkmalgeschütztes Kirchengebäude, das in
Eibelshausen steht, einem Ortsteil der Gemeinde Eschenburg im Lahn-Dill-Kreis (Hessen). Die selbständige Kirchengemeinde gehört zum Dekanat an der Dill in der Propstei Nord-Nassau der Evangelischen Kirche in Hessen und Nassau.

## Beschreibung
Die Saalkirche wurde von 1776 bis 1777 an einer anderen Stelle errichtet, wie die vollständig abgebrannte, ursprüngliche Kirche. An das mit einem Mansardwalmdach bedeckte Kirchenschiff schließt sich im Osten ein eingezogener querrechteckiger Chor an. Der Dachreiter im Westen ist mit einer achtseitigen, mehrfach gestaffelten Haube bedeckt. Der Innenraum ist mit einem bemalten Flachdecke überspannt. In ihm befindet sich noch der Dielenboden der alten Kirche als Täfelung an der Wand. Zu den ursprünglich dreiseitigen Emporen wurde im 19. Jahrhundert eine weitere Empore für die Orgel von 1893 mit 21 Registern, 2 Manualen und einem Pedal hinzugefügt. 
1973/75 wurde die Kirche nach Westen hinaus über die Dietzhölze verlängert, um die steigenden Zahlen der Kirchenbesucher auffangen zu können.